# Xenoglossie

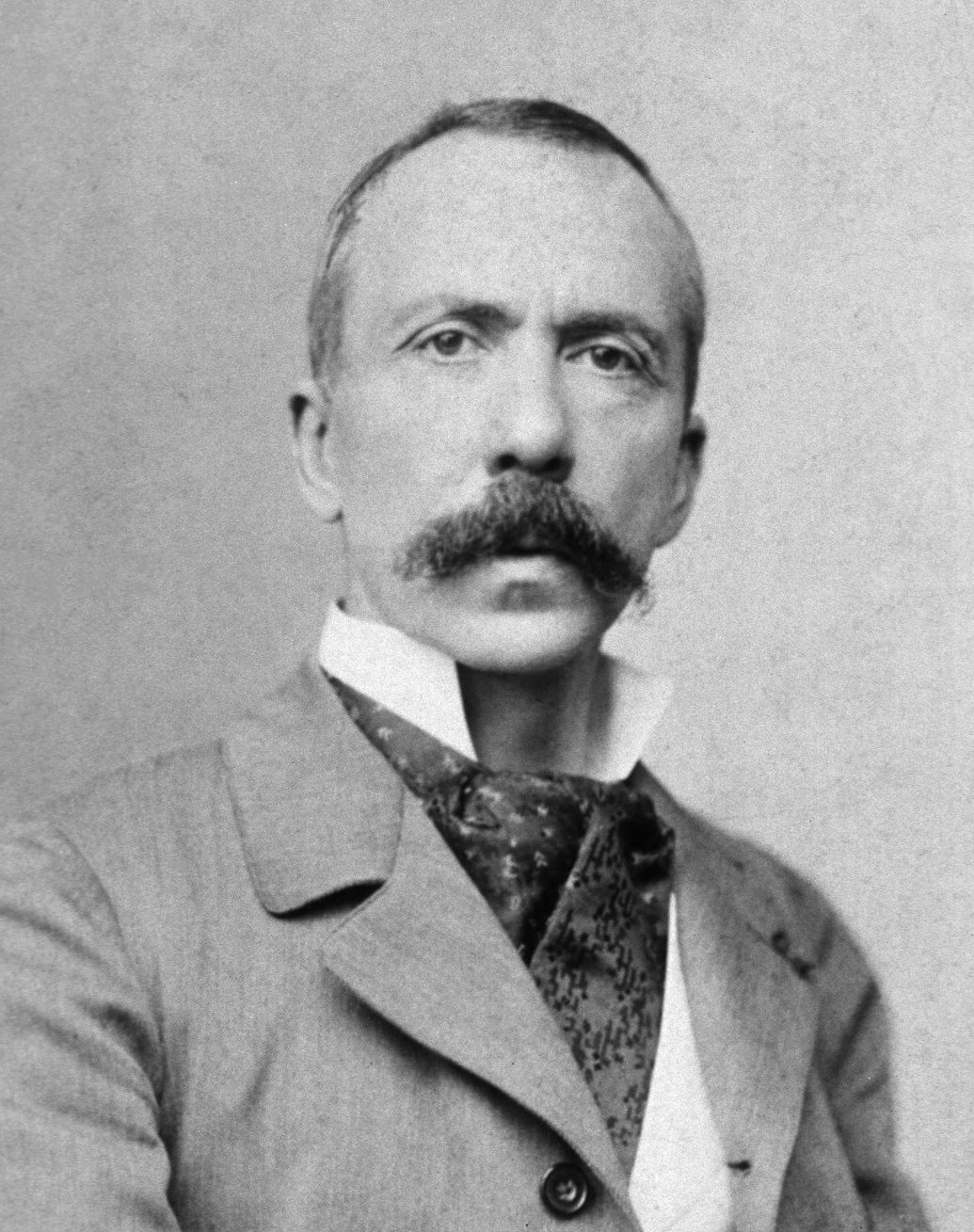
Charles Richet prägte den Begriff Xenoglossie

Xenoglossie (aus altgriechisch ξένος xénos „fremd“ und γλῶσσα glō̃ssa „Zunge“, „Sprache“) ist die angebliche Fähigkeit, eine fremde Sprache sprechen zu können, ohne sie gelernt zu haben. Im religiösen und esoterischen Kontext wird über dieses Phänomen berichtet. Manchmal wird auch behauptet, dass Xenoglossie unter Hypnose auftrete. Geprägt wurde dieser Begriff Anfang des 20. Jahrhunderts von Charles Richet (Traité de Métapsychique. 1923).

## Erklärungen
Die einfachste Erklärung ist eine unbewusste Erinnerung (Kryptomnesie) der jeweiligen Person an fremdsprachige Idiome, die diese irgendwann einmal gehört hat. Eine andere, in der Parapsychologie untersuchte Hypothese ist die Reinkarnation, bei der die xenoglosse Sprache Erinnerungs-Reste einer in einem früheren Leben erlernten Sprache darstellt. Hauptvertreter dieser Forschungen ist der Professor für Psychiatrie Ian Stevenson. Insbesondere die „reaktive“ (responsive) Xenoglossie, bei der auf beliebige Fragen in der fremden Sprache spontan sinnvolle Antworten (mit zusätzlichem Vokabular) gegeben werden, dient zur Untermauerung dieser Möglichkeit. Erste linguistische Analysen melden aber Kritik an. Allerdings finden wissenschaftliche Untersuchungen der Xenoglossie kaum statt.

## Xenoglossie im Christentum
In der Bibel gibt es in der Apostelgeschichte im Zusammenhang mit dem Pfingstereignis ein Xenoglossie-Ereignis (Apg 2,4–13 ): Nach dem Bericht wurden die Apostel und ihre Begleiter während des Wochenfests in Jerusalem mit dem Heiligen Geist erfüllt und Festbesucher aus unterschiedlichen Gegenden hörten sie in ihrer jeweiligen Sprache reden, was einerseits Staunen hervorrief und andererseits als Trunkenheit angesehen wurde.
Xenoglossie darf nicht mit der insbesondere in der Pfingstbewegung verbreiteten Glossolalie (Zungenreden) verwechselt werden, wo Beter ebenfalls in einer unverständlichen Sprache reden, jedoch weder sie selbst noch andere erwarten, das Gesagte zu verstehen.
Daneben gibt es jedoch auch anekdotische Berichte von Xenoglossie. So schreibt der Neutestamentler Nicholas Thomas Wright in seiner Auslegung der Apostelgeschichte, dass es sowohl in der Antike als auch in der modernen Zeit gut bezeugte Fälle gebe, wo Christen aus einer plötzlichen Eingebung in einer ihnen völlig unbekannten Sprache gesprochen und dann entdeckt hätten, dass einer der Anwesenden sie verstand. Er habe Leute getroffen, denen das begegnet sei, und habe keinen Grund anzunehmen, dass sie sich selbst oder ihn hätten täuschen wollen.

## Ian Stevenson und der Fall „Gretchen“
Der Fall Dolores Jay (auch Fall Gretchen genannt) ist ein ungeklärter hypnotischer Fall vom Reinkarnationstyp mit deutscher Xenoglossie.
1970 hypnotisierte der amerikanische Methodisten-Pfarrer Caroll Jay in Mount Orab (Ohio) seine Frau Dolores (* 1922) zur Behandlung ihrer Rückenschmerzen. Dabei sprach sie xenoglosses Deutsch. Bei einer ausführlichen Sitzung drei Tage später trat erstmals Gretchen Gottlieb auf, die in 19 aufgezeichneten hypnotischen Regressionen von ihrem Leben als Tochter des Bürgermeisters von Eberswalde, Hermann Gottlieb, berichtete und die auf nicht ganz eindeutige Weise im Alter von 16 Jahren starb.
Im September 1971 nahm Ian Stevenson, der selbst Deutsch sprach, erstmals an einer Sitzung teil. Er untersuchte das Phänomen bis 1974 und brachte den Fall an die Öffentlichkeit. Stevenson war auch anwesend, als Dolores Jays am 5. Februar 1974 durch Richard Archer in New York mit einem Lügendetektor befragt wurde. Nach 1974 konnten (u. a. wegen der Kritik seitens der christlichen Gemeinde) keine Regressionen mehr stattfinden.
Stevenson erforschte später auch Dolores’ Kindheit in Clarksburg (West Virginia). Eine deutsche Abstammung wurde nur in sehr geringem Ausmaß gefunden (Ur-Urgroßeltern von Dolores Jay wanderten vor 1847 aus Deutschland nach Amerika ein). Indirekte Hinweise deuten auf das letzte Viertel des 19. Jahrhunderts als die Zeit, in der die Gretchen-Inkarnation, sollte sie real sein, stattgefunden haben müsste.
Der Philosoph Paul Edwards ist einer der Hauptkritiker von Stevenson. Sein Urteil: „Stevensons Hauptproblem ist, dass er die (angeblichen) Fälle von Wiedergeburt nicht erforschen, sondern beweisen will“.
Auch die Linguistikprofessorin Sarah G. Thomason übt Kritik an den von Ian Stevenson erzielten Ergebnissen und deren Interpretation, insbesondere im Fall „Gretchen“. Thomason betont ausdrücklich, dass Stevenson bei seinen Untersuchungen sorgfältig und vorsichtig war und damit jeder Täuschungsvorwurf entfällt. Aber sie hält seine Vorgehensweise methodisch und linguistisch für falsch und daher fehlerhaft. Unter anderem wird bemängelt:
- Die Experimente wurden von Menschen durchgeführt, die selber an Reinkarnation glaubten, und die Antworten waren frei als richtig/falsch deutbar (Versuchsleiter-Effekt).
- Die Fragen wurden auf Englisch wiederholt, wenn Gretchen nicht sofort auf die deutsche Frage antwortete.
- Die größte Fragengruppe bestand aus schlichten ja/nein-Fragen, das lässt 50 % richtige Antworten bei Erraten der Antwort erwarten.

Zum Spracherwerb allgemein stellt Thomason fest: „Man kann sich in einer Sprache nicht unterhalten, wenn man sie nicht kennt und sie nicht auch über einen ziemlich langen Zeitraum hinweg regelmäßig gesprochen hat.“ In seiner Muttersprache verfügt ein Mensch über einen Wortschatz von bis zu 10.000 Wörtern und beherrscht die grundlegenden grammatikalischen Regeln. Grob verständigen kann man sich mit 400–800 Wörtern. Gretchen dagegen benutzte in den Gesprächen nur wenig mehr als 120 deutsche Wörter – und dazu zählen Wörter, die im Englischen und Deutschen akustisch ähnlich sind („brown“). Grammatikalische Kenntnisse sind bei ihr fast nie erkennbar, da sie in der Regel nur mit ein bis zwei Wörtern antwortet. Vieles in Gretchens Deutsch wird so gesprochen, wie ein englischer Muttersprachler Deutsch lesen würde. Auch findet man bei ihr nicht das bekannte Muster, dass man eine (vergessene) Sprache besser versteht, als man sie spricht (passiver und aktiver Wortschatz).
Stevenson räumt ein, dass die „Gespräche“ mit seinen Probanden mit einer „normalen“ Unterhaltung recht wenig zu tun hatten. Ein Beispiel:
Frage: „Was gibt es nach dem Schlafen?“
Antwort: „Schlafen ... Bettzimmer.“
Stevenson wertet diese Antwort als „richtig“, da sie in einem wie auch immer gearteten Zusammenhang zur Frage steht. Thomason dagegen hält diese Frage für nicht richtig beantwortet. Im Übrigen weist das Wort „Bettzimmer“ auf eine wörtliche Übersetzung aus dem Englischen hin („bedroom“). Auch die Frage, ob für Gretchens Kenntnisse eine paranormale Erklärung notwendig ist, wird verneint: „Sie spricht die Sprache allenfalls so gut wie jemand, der vor zwanzig Jahren einmal ein Jahr lang Deutschunterricht hatte.“
Es gibt auch noch andere Punkte, die nachdenklich stimmen: Die Angaben Gretchens über die Stadt Eberswalde konnten nicht verifiziert werden (es gab dort z. B. keinen Bürgermeister mit dem Namen Hermann Gottlieb). Was sie über Martin Luther und über religiöse Verfolgung sagt, hält selbst Stevenson für unrealistisch. Und auch die Namenswahl ist auffällig: Während „Gretchen“ (gesprochen /⁠gɹiːt͡ʃn̩⁠/) in den USA ein beliebter Vorname ist, ist er in Deutschland tatsächlich nur die Rufform von „Margarethe“. Bei einem Mädchen von angeblich 16 Jahren kann die Kenntnis des eigenen Namens sicher vorausgesetzt werden, war bei Stevensons Gretchen aber nicht vorhanden.